# آنوس (روسیه)
آنوس (به لاتین: Anos) یک منطقهٔ مسکونی در روسیه است که در جمهوری آلتای واقع شده‌است.